# Étienne Tshisekedi
Pour les articles homonymes, voir Tshisekedi.
Étienne Tshisekedi wa Mulumba, né à Kananga (alors Luluabourg au Congo belge) le 14 décembre 1932 et mort le 1er février 2017 à Bruxelles, est un homme d'État de la république démocratique du Congo (RDC), ancien Premier ministre (premier commissaire d'État) du Zaïre (nom de la RDC sous Mobutu) et président de l'Union pour la démocratie et le progrès social (UDPS). Son fils Félix est devenu président de la république démocratique du Congo.

## Biographie

### Proche collaborateur de Mobutu
Étienne Tshisekedi est d'origine luba. Il obtient son diplôme de docteur en droit à l'université Lovanium de Kinshasa en 1961, devenant ainsi le premier diplômé en droit du Congo. Déjà en 1960, il est membre du collège des Commissaires généraux, gouvernement provisoire mis en place par Joseph-Désiré Mobutu après un coup d'État, en tant qu’adjoint du commissaire à la Justice, Marcel Lihau.
Les historiens Jean Mpisi, Ludo de Witte et d'autres l'accusent d'avoir pris part à l'extradition de plusieurs lumumbistes (Pierre Léopold Elengesa, Jacques Fataki, Jean-Pierre Finant, Emmanuel Nzuzi, Jacques Lumbala, Christophe Muzungu, Joseph Mbuyi, Barthélémy Mujanayi, Camile Yangara) vers le Sud-Kasaï sécessionniste, mettant en avant une lettre publiée dans le journal La Nation en chantier au 18 janvier 1993 sous les ordres de Mobutu. Cette lettre à Sa Majesté l’Empereur du Sud Kasaï « le Mulopwe » à Bakwanga,, datée du 23 décembre 1960 et destinée à Albert Kalonji, est copiée et recopiée dans les milieux congolais depuis 1993, Néanmoins c'est Tshisekedi qui, fin septembre 1960, fut un des premiers à exiger des mesures fermes contre Patrice Lumumba.[pas clair]
Dans cette lettre, Tshisekedi exprime son contentement à propos de l'incarcération des « principaux lieutenants du crapaud » Patrice Lumumba. Il dit que son équipe « reste concentrée sur le sort à réserver à ses anciens collaborateurs pour empêcher la pérennisation de son œuvre de destruction », et extrade ces lumumbistes « aux fins de leur faire subir un châtiment exemplaire » et que « c’est de cette manière que nous serons utiles à la cause que vous défendez »,.
Entre 1961 et 1965, Étienne Tshisekedi est le recteur de l'École nationale de droit et d'administration (ENDA). Il participe au gouvernement congolais et devient ministre de l'Intérieur et des Affaires coutumières du président Joseph-Désiré Mobutu en 1965. Il prend part à la rédaction de la Constitution congolaise de 1967. Cette même année, au conclave de Nsele, Tshisekedi rédige, avec Mobutu, Justin Bomboko et Singa Udjuu, le manifeste de la Nsele, créant ainsi le Mouvement populaire de la Révolution. Ce parti devient ensuite le parti unique. 
Il invite à « prévenir les tentatives de putsch » et le 2 juin 1966 quatre personnalités congolaises sont pendues, les Martyrs de la Pentecôte.

### Opposition à Mobutu

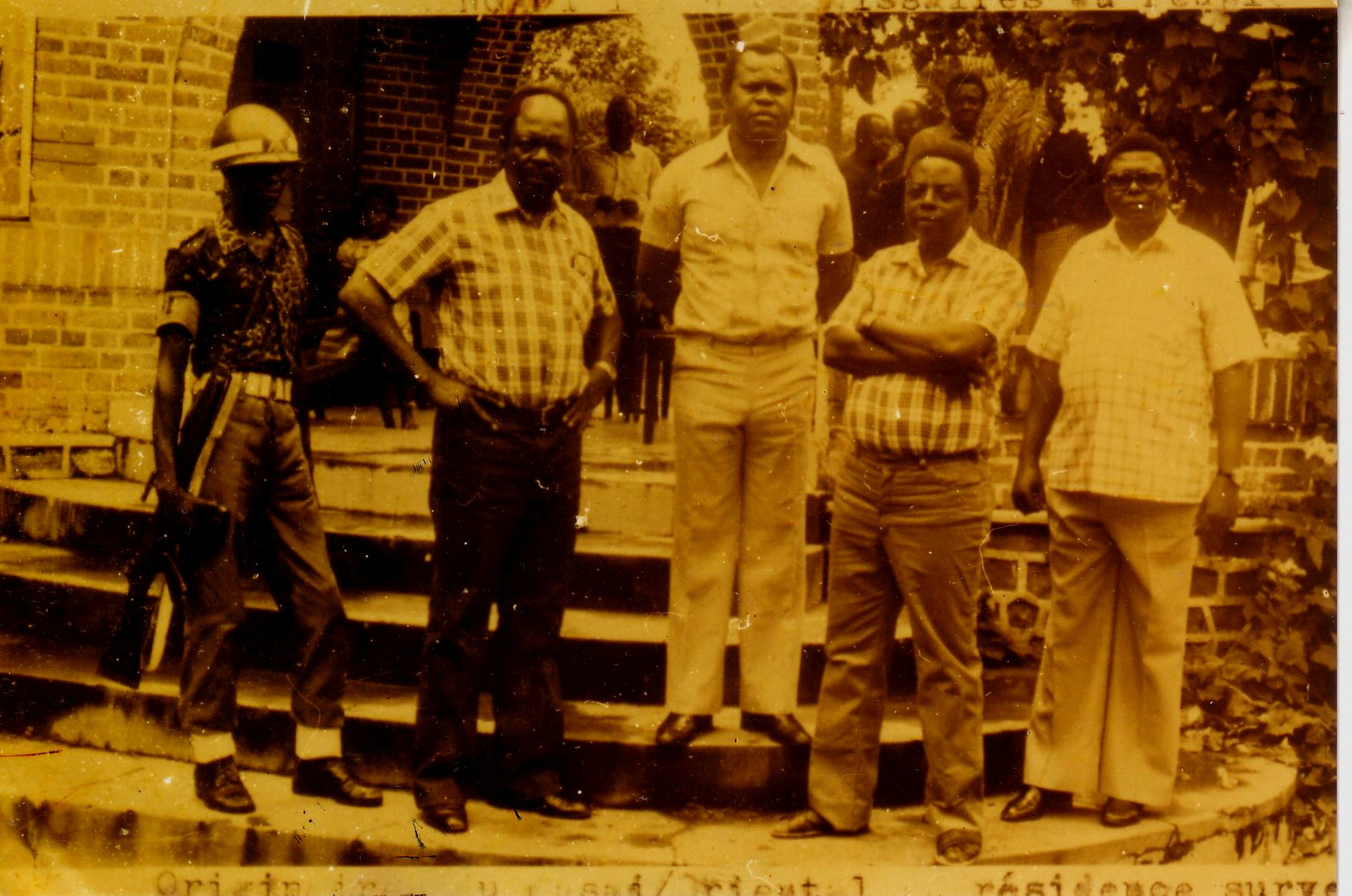
Tshisekedi et d'autres opposants pendant une de leurs arrestations dans les années 1980.

En 1980, le régime semble fragilisé après les guerres du Shaba (actuel Katanga), qui ont laissé entrevoir la faiblesse de son armée, et par la gestion déplorable des finances du pays. Quand le président de l'Assemblée nationale, Kalume, meurt, Mobutu nomme à sa place Nzondomio Adokpelingbo au lieu de son remplaçant légal, Tshisekedi. En décembre 1980, Tshisekedi et d'autres parlementaires rédigent une lettre ouverte à Mobutu, la Lettre des 13 parlementaires dans laquelle ils dénoncent la dictature exercée par Mobutu,. En 1982, Tshisekedi participe à la fondation de l'UDPS. À la suite de cela, il est plusieurs fois emprisonné et subit des persécutions, de même que les autres fondateurs du parti, dont certains y trouveront même la mort.
Lors de la période d'instabilité politique au début des années 1990, le Zaïre met en place une Conférence nationale souveraine chargée de redresser le pays. Tshisekedi accède une première fois au poste de Premier ministre entre le 29 septembre et le 1er novembre 1991, puis à nouveau le 15 août 1992 par le forum national.
Toutefois, selon la journaliste Colette Braeckman, « le gouvernement qu’il met en place est faible, le programme léger, il se résume à « refaire les routes ». Rien n’émerge, ni une école, ni un dispensaire... », et il finit par se rendre impopulaire. Les Occidentaux lui préfèrent Kengo wa Dondo et Mobutu le hait. En contradiction avec les résolutions de la Conférence nationale, Mobutu démet Tshisekedi de son poste de Premier ministre le 5 février 1993.
En 1996, Mobutu, malade, n'exerce plus le pouvoir tandis que les troupes de Laurent-Désiré Kabila s'approchent de la capitale. Pendant cette période, un vide politique s'installe à Kinshasa et un semblant d'anarchie y règne. Tshisekedi se rend à Nice, où s'était retiré Mobutu, pour lui proposer une alliance entre leurs deux forces politiques pour contrer les rebelles. Finalement, il est de nouveau nommé Premier ministre du 2 au 9 avril 1997.

### Opposition aux Kabila

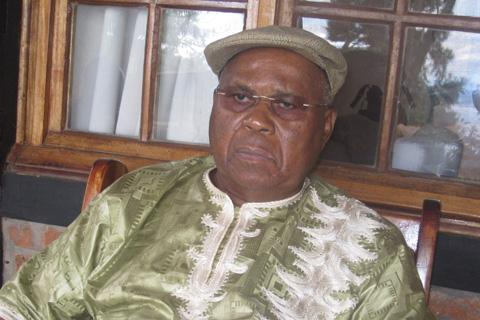
Tshisekedi comme candidat de l'UDPS (Bukavu, RDC, en novembre 2011).

En mars 1998, la commission congolaise qui prépare une nouvelle constitution a fait savoir que Tshisekedi était déchu de ses droits politiques pour son rôle dans la mort de Patrice Lumumba en 1960 et 1961.
En 2003, Tshisekedi refuse d'entrer dans le gouvernement de transition. A la tête de l'UDPS depuis 1997, il est à diverses reprises l'instigateur de manifestations, et à l'origine du boycott, avec peu de succès, du référendum du 18 décembre 2005 sur la constitution d'une Troisième République, puis du boycott des élections de 2006, pourtant considérées comme le scrutin le plus démocratique de l'histoire de la RDC.
Le 23 décembre 2011, à l'issue d'une élection présidentielle marquée par de graves « irrégularités » selon plusieurs organismes locaux et internationaux, Joseph Kabila est proclamé président de la République. Étienne Tshisekedi, qui est arrivé deuxième, revendique la victoire, se proclame président de la République démocratique du Congo et prête serment depuis sa résidence de Limete. À la suite de ce scrutin contesté, Tshisekedi radie du parti les députés élus de l'UDPS qui, malgré l'interdiction, ont siégé au Parlement.
En mars 2012, plusieurs partis politiques dont l’Union pour la démocratie et le progrès social, la Démocratie chrétienne (DC) et le G14, des associations de la société civile, des autorités traditionnelles et des associations de jeunes se regroupent en une plateforme, la Majorité présidentielle populaire.
En juillet 2014, Tshisekedi quitte la RDC pour la Belgique où il est traité pour des problèmes de santé. Il y reste jusqu'en juillet 2016 où il effectue un retour à Kinshasa, acclamé par des centaines de milliers de Congolais. Fin janvier 2017, alors que l'UDPS, partie prenante du Rassemblement de l'opposition, participe aux négociations avec le président Kabila qui se maintient au pouvoir malgré l'expiration de son mandat, Tshisekedi quitte Kinshasa pour Bruxelles pour raison de santé,.

### Mort
Il meurt le 1er février 2017 d'une embolie pulmonaire. Sa mort bloque le processus de sortie de la crise politique. En mars, son fils Félix, lui aussi homme politique membre de l'UDPS, est nommé président politique du Rassemblement de l'opposition, coprésident du Rassemblement avec Pierre Lumbi. Pendant plus de deux ans, le corps d'Étienne Tshisekedi n'a pas pu être rapatrié vers son pays pour y être enterré, et est resté conservé dans un funérarium près de Bruxelles, en raison de l'imbroglio politique que connaissait le Congo.
L'organisation de funérailles nationales pour Étienne Tshisekedi est revendiquée à la fois par Kabila (qui se maintient à la présidence de la République bien que son mandat soit échu), et par la famille et le parti d'opposition de Tshisekedi qui dénient toute légitimité à Kabila.
Il est enfin rapatrié le 30 mai 2019,, quatre mois après l'arrivée au pouvoir de son fils Félix Tshisekedi comme président de la république .

### Hommage
Après la mort d'Étienne Tshisekedi le 1er février 2017 en Belgique, des artistes, principalement de la diaspora congolaise, lui ont rendu hommage avec des chansons, comme Herléo Muntu.